# Courtney Coleman
Courtney Michelle Coleman (Cincinnati, 13 aprile 1981) è un'ex cestista e allenatrice di pallacanestro statunitense, professionista nella WNBA.

## Carriera
È stata selezionata dalle Connecticut Sun al secondo giro del Draft WNBA 2003 (13ª scelta assoluta).